# Zé Rosa
José Rosa Ferreira (Piranga, 30 de agosto de 1950 - Ouro Preto, 19 de julho de 2013), conhecido popularmente como Zé Rosa, foi um carnavalesco de Ouro Preto. É um dos fundadores da Escola de Samba Acadêmicos de São Cristovão, na década de 1950.
Em Ouro Preto foi criado em 2021 a Comenda José Rosa Ferreira. A honraria reconhece o trabalho realizado por pessoas e entidades em prol da valorização do carnaval ouro-pretano, um dos maiores do país. O nome é uma homenagem a Zé Rosa e a sua contribuição para a festividade na cidade.

## Referencias
1. ↑  «Zé Rosa deixa saudades na Acadêmicos de São Cristóvão · Notícia em Social · Jornal O Liberal · Ouro Preto, Mariana e Itabirito - MG». jornaloliberal.net. Consultado em 6 de setembro de 2023
2. ↑  «Comenda Zé Rosa» (PDF)
3. ↑  «Comenda Zé Rosa homenageia entidades e personalidades que contribuem com o carnaval ouro-pretano». Jornal Voz Ativa. 30 de maio de 2023. Consultado em 6 de setembro de 2023
4. ↑  «Legislativo realiza cerimônia de entrega das Comendas Antônio Francisco Lisboa, Liberdade Chico Rei e José Rosa Ferreira "Zé Rosa" - Câmara Municipal de Ouro Preto». 2 de dezembro de 2022. Consultado em 6 de setembro de 2023